# Biczó család

A kiskéri Biczó család címere

A kiskéri Biczó család (Bitzó) ősi Nyitra vármegyei és Verebélyi széki nemesi család, amely az évszázadok során Bars, Bács-Bodrog, és Pest vármegyékbe is elszármazott.

## A család története
Egyházi nemesi eredetű család, amely a 15. század második felében tűnik fel a Nyitra vármegyei Kiskéren (ma: Nagykér). A családból Biczó Elek nyert királyi adományt, s vele országos nemességet Mátyás királytól 1472. október 9-én. 1477-ben Biczó Lőrinc – aki talán apja volt Eleknek – Kiskér község bírója. A család a Kiskérrel szomszédos Nagykéren is jelen volt: Biczó János 1527-ben és 1555-ben nyert érseki adományt nagykéri telkére. Biczó Péter 1597-ben érseki vámszedő volt Verebélyen. Biczó István 1647-53 között a nagyszombati jezsuita egyetem diákja. A 18. század elején Biczó Ignácot írták össze Kiskéren, illetve Biczó István volt birtokos a településen. 1703-ban nagykéri Biczó István és kiskéri Biczó Benedek szerepelnek egy tanúvallomásban. 1711-ben Biczó Ignác és István Kiskéren, Biczó István pedig Kiscétényben birtokolt. 1738-ban Kiskéren Biczó István Ns Bogyó Andrással pereskedett. 1752-ben Biczó Ignác a gróf Csáky Miklós esztergomi érsek beiktatására felállott díszbandérium közvitéze volt. 1778-ban Biczó Erzsébet Ns Tóth János öröksége körül támadt perpatvarban szerepelt.
1750-ben Biczó István feleségével együtt Kiskérről az újjászerveződő Bács-Bodrog vármegyébe, Nemesmiliticsre költözött. Az 1754–55. évi országos nemesi összeírásban is szerepel. Később fia, Ignác, és testvére, Imre is követték őt Kiskérről, majd 1759-ben Nyitra vármegye nemesi bizonyítványa alapján nemességüket a vármegye kihirdette. Biczó Ignác később Újvidéken telepedett le, ahol ügyvédként, majd városi szenátorként tevékenykedett.
A család a 16. század végén tűnik fel Bars vármegyében. 1598-ban Biczó János és felesége, Ns Konkoly Ilona mondott ellent Ns Palásthy György nagysallói birtokügyében. 1593-ban Léván tűnik fel Biczó Benedek, aki feltehetően katonaként került a városba. Leszármazottai két és fél évszázadon át voltak jelen a városban. Az 1754–55. évi országos nemesi összeírásban János és Mihály fordultak elő a vármegye igazolt nemesei között.
Érsekújvár felszabadítása után, vagyis 1685 őszén, Biczó János családjával Léváról a Pest vármegyei Nagykőrösre költözött. Nemességüket Bars vármegye bizonyítványa alapján hirdették ki 1765-ben. 1828-ban Biczó József és gyermekei, József, Mihály, Sára, Juliánna és Mária; 1831-ben Gergely és fia, Gergely, valamint unokái, Lajos, Sándor, Gergely és László, továbbá Péter és fiai, Péter, Pál, Ferenc és József; végül pedig 1845-ben Benedek és fia, Bálint kaptak nemesi bizonyítványt Pest vármegyétől. A 19. század közepétől kezdődően tanárok, lelkészek, művészek, építészek, jogászok, orvosok; városi, vármegyei és minisztériumi tisztviselők; továbbá tekintélyes birtokosok kerültek ki a családból.

## Címer
Címeradomány nem ismert, ugyanakkor felvett címer több is feltűnik a család történetében. Ezek közül a legismertebb a mellékelt képen látható. Leírása: kék pajzsban zöld mező felett kettősfarkú oroszlán levágott török fejet átszúró kardot tart. Sisakdísz: növekvő kék ruhás vitéz levágott török fejet átszúró karddal. Takarók: vörös–ezüst, kék–arany.

## A család kiemelkedőbb tagjai
- Biczó János (16. század) Nyitra vármegye pénztárnoka[19]
- Biczó János (17. század) a verebélyi érseki szék jegyzője
- Biczó Ignác (1720 k. – 1790) Nyitra vármegye esküdtje, később újvidéki ügyvéd, városi szenátor[20]
- Biczó Ferenc (1820–1900) református lelkész
- Biczó Benjamin (1833–1894) sebész, Kispest első orvosa
- Biczó Bálint (1848–1914) ügyvéd, Nagykőrös város főjegyzője, Pest vármegye megyebizottsági tagja
- Biczó Pál (1850–1928) református lelkész, egyház- és helytörténeti író
- Biczó Elek (1852–1924) Pest vármegye törvényhatósági bizottsági tagja, a Nagykőrösi Közgazdasági Bank Rt. társalapítója
- Biczó Géza (1853–1907) festőművész, rajztanár
- Biczó Gyula (1853–1943) debreceni építész
- Biczó Kálmán (1854–1922) Nagykőrös helyettes polgármestere
- Biczó Zsigmond (1859–1927) református lelkész
- Biczó Dániel (1866–1944) tanító, iskolai főigazgató, országgyűlési pótképviselő
- Alexander von Biczó (1868–1935) bécsi újságíró, író
- Bitzó Sarolta (1885–1965) gimnáziumi tanár, bölcsészdoktor
- Biczó Ilona (1886–1970) festőművész, rajztanár
- Biczó András (1888–1957) festőművész, rajztanár
- Biczó László (1892–1977) kir. táblabíró
- Biczó Margit (1896–1978) színésznő, énekesnő
- Biczó Károly (1914–2008) református lelkész
- Biczó Gyula (1916–2016) honvéd ezredes
- Biczó Tamás (1921–1995) építészmérnök
- Biczó Piroska régész, a Magyar Nemzeti Múzeum főmuzeológusa